# Пиз, Альфред Хемфрис
Альфред Хемфрис Пиз (англ. Alfred Humphreys Pease; 6 мая 1838, Кливленд — 13 июля 1882, Сент-Луис) — американский пианист и композитор.
Учился в Колледже Кеньона, затем в Берлине у Теодора Куллака (фортепиано), Рихарда Вюрста (композиция) и Вильгельма Випрехта (оркестровка), позднее совершенствовался под руководством Ганса фон Бюлова. По возвращении в Америку успешно выступал с концертами, исполняя, главным образом, лёгкую музыку и переложения оперных арий. Сочинял преимущественно популярные песни, но также и ряд оркестровых пьес, входивших в репертуар дирижёра Теодора Томаса; наиболее успешным произведением Пиза считался его фортепианный концерт, исполненный им самим в ходе концерта американской музыки в рамках Всемирной выставки в Филадельфии (1876).